# Rapporto Rettig
Il Rapporto Rettig (chiamato in spagnolo Informe Rettig), ufficialmente Rapporto della commissione nazionale per la verità e la riconciliazione (Informe de la Comisión Nacional de Verdad y Reconciliación), è il rapporto redatto dalla commissione costituita il 25 aprile 1990 allo scopo di investigare sugli abusi dei diritti umani risultanti nella morte o sparizione delle vittime, commessi in Cile durante gli anni della dittatura militare di Augusto Pinochet (11 settembre 1973 - 11 marzo 1990).

## Risultati del rapporto
La commissione, a fronte di 3.550 denunce ricevute, stabilì le vittime del regime furono 2.279 delle quali 2.115 furono vittime di violazioni dei diritti umani e 164 furono vittime di violenza politica. Il numero delle vittime è contestato dai gruppi per la difesa dei diritti umani e da cileni che si opposero alla dittatura. Il rapporto viene oggi accettato dalla maggioranza della nazione, anche se con dubbi dovuti alla natura del problema e alle circostanze.
Nel febbraio 1991, gli otto membri della Commissione nazionale per la verità e la riconciliazione, istituita nel 1990 dall'allora presidente Patricio Aylwin, pubblicarono il rapporto. Il "Rapporto della commissione nazionale per la verità e la riconciliazione" è noto popolarmente come Rapporto Rettig, dal nome dell'ex senatore Raúl Rettig, presidente della commissione. Altri membri della commissione erano Jaime Castillo Velasco, José Luis Cea Egaña, Mónica Jiménez de la Jara, Laura Novoa Vásquez, José Zalaquett Daher, Ricardo Martín Díaz e Gonzalo Vial Correa.